# Nesytka ovádová
Nesytka ovádová (Paranthrene tabaniformis) je druh motýla z čeledi nesytkovití. Motýl létá od května po začátek července. Je jednogenerační.

## Popis
Délka předního křídla dosahuje v průměru 1,2 – 1,5 cm. Nesytka ovádová je menší než nesytka sršňová. Přední křídla jsou neprůhledná, jsou pokryta černohnědými šupinkami. Zadní křídla jsou průhledná. Její tělo a tykadla mají tmavě modrou barvu, na zadečku má čtyři žluté proužky. Motýl má ochranné mimikry, svým zadečkem napodobuje blanokřídlý hmyz. Motýl létá od května po začátek července. Je jednogenerační.

### Housenka
Housenka se od srpna do května zahlodává do kmene stromu (těsně nad zemí), do silných kořenů, nebo do větví hostitelské dřeviny. Ve dřevě žije nejméně dva roky, poté se na jaře zakuklí na konci chodby pod výletovým otvorem (nezhotovuje kokon). Při líhnutí proráží kukla hlavičkou víčko výletového otvoru. Její exuvie (svlečka) zůstává trčet z otvoru i po vylíhnutí.

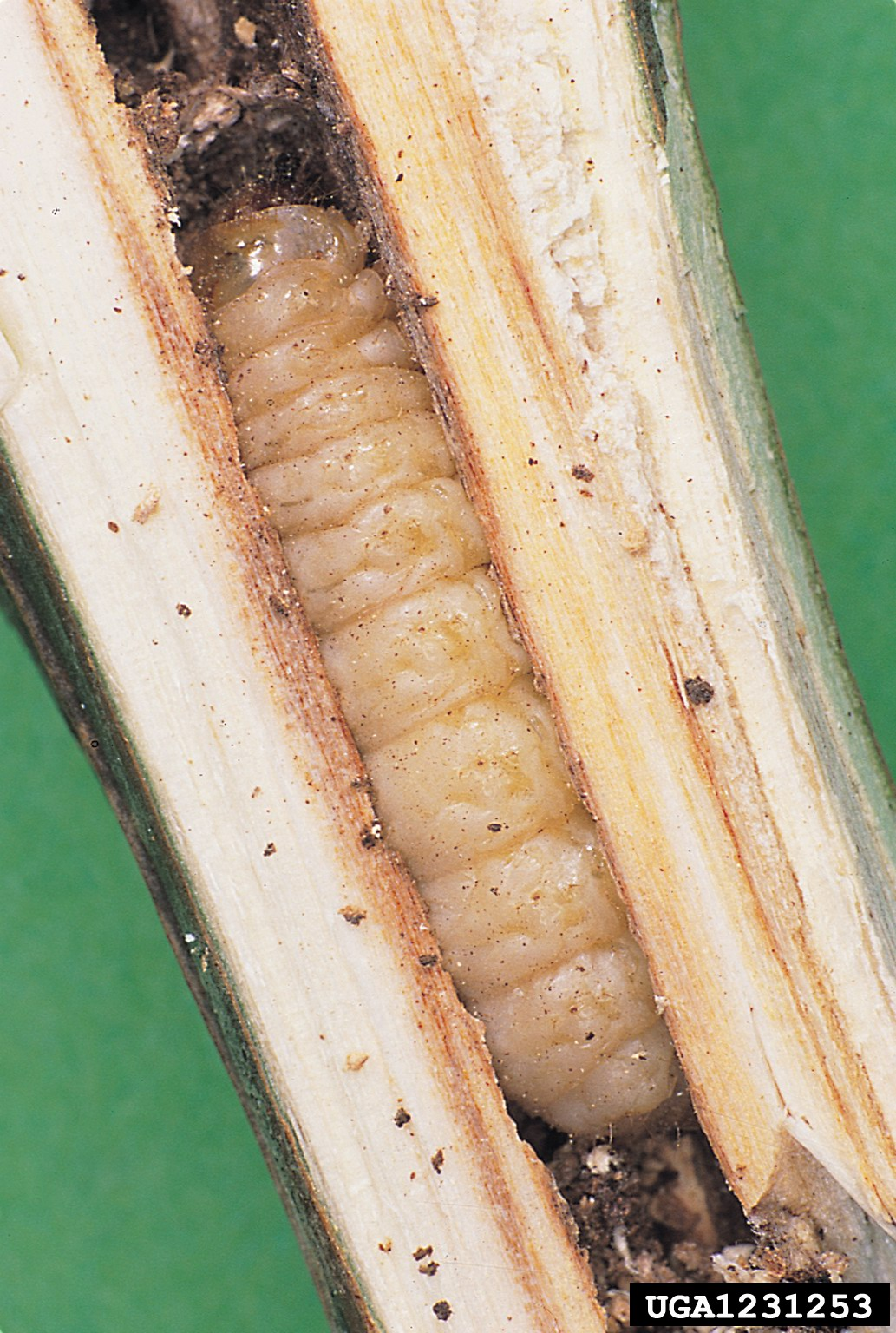
Housenka nesytky ovádové

## Rozšíření
Nesytka ovádová je rozšířena v mírné zóně Evropy a Asie. Nejčastěji je najdeme v lužních biotopech (údolí potoků, parky, výsadby topolů, okraje lesů). 

## Ekologie
Hostitelskými rostlinami nesytek ovádových jsou topoly, zvláště topol černý a topol osika. Nesytky jsou neobyčejně zranitelnou čeledí motýlů. Některé druhy mají úzké potravní vazby na ohrožené druhy hostitelských rostlin. Vymizením hostitelské rostliny zaniká i populace nesytek.